# 工党 (挪威)
工党（挪威語：Arbeiderpartiet，缩写为A或Ap)，前称挪威工党（Det norske Arbeiderpartiet），是挪威主要政党之一，最大的中間偏左政党，是一个历史悠久的挪威政黨，于1887年8月22日成立。1928年开始，该党多次執政。在该黨執政时，工會和大公司達成協議，共同創立社會保障體系和公共健康保障體系，收窄了貧富間的差距，並且令挪威逐漸發展成為一个福利國家。事實上，挪威能夠發展成為一个福利國家，都與工党的長期執政有一定的關係。

## 歷史
1894年，首次参加立法选举。

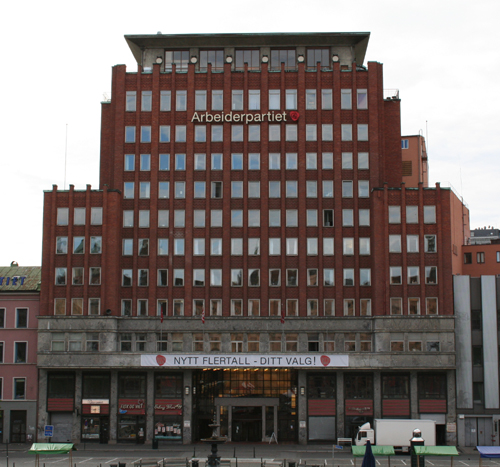
工党总部

工党是北約的強大支持者，並在兩次公民投票中支持挪威加入欧盟，巩固與美国的传统合作纽带。现主席为約納斯·加爾·斯特勒。工党为挪威二战后主要执政党。
自1936年至今，工黨在大部分時期，一直都是挪威的執政黨，長期主導挪威政治。只在1906年至1936年、1965年至1973年、1981年至1993年、1997年至2005年、2013年至2021年間短暫失去政權，成為在野黨。

## 工党领袖
- 安德斯·安德森（1887-1888）
- 汉斯·G·延森（1888-1889）
- 克里斯蒂安·霍尔特曼·克努森（1889-1890）
- 卡尔·杰普森（1890-1892）
- 奥勒·乔治·吉约斯泰恩（Ole Georg Gjøsteen）（1892-1893）
- 古斯塔夫·奥尔森-伯格（1893-1894）
- 卡尔·杰普森（1894-1897）
- 路德维希·梅耶（1897-1900）
- 克里斯蒂安·霍尔特曼·克努森（1900-1903）
- 克里斯多夫·霍恩斯鲁德（1903-1906）
- 奥斯卡·尼森（1906-1911）
- 克里斯蒂安·霍尔特曼·克努森（1911-1918）
- 基尔·格雷普（Kyrre Grepp）（1918-1922）
- 埃米尔·斯坦格（1922-1923）
- 奥斯卡尔·托尔普（1923年-1945年）
- 埃纳尔·基哈德森（1945年-1965年）
- 特里格弗·布拉特利（1965年-1975年）
- 雷乌夫·斯泰恩（1975年-1981年）
- 格罗·哈莱姆·布伦特兰（1981年-1992年）
- 托尔比约恩·亚格兰（1992年-2002年）
- 延斯·斯托尔滕贝格（2002年-2014年）
- 約納斯·加爾·斯特勒（2014年-）

## 首相
- 克里斯多夫·霍恩斯鲁德（1928年: 1月26日–2月15日）
- 约翰·尼高斯沃尔（1935年–1945年）
- 埃纳尔·基哈德森（1945年–1951年）
- 奥斯卡尔·托尔普（1951年–1955年）
- 埃纳尔·基哈德森（1955年–1965年）
- 特里格弗·布拉特利（1971年–1972年）
- 特里格弗·布拉特利（1973年–1976年）
- 奥德瓦尔·努尔利（1976年–1981年)
- 格罗·哈莱姆·布伦特兰（1981年: 2月4日–10月14日）
- 格罗·哈莱姆·布伦特兰（1986年–1989年）
- 格罗·哈莱姆·布伦特兰（1990年–1996年）
- 托尔比约恩·亚格兰（1996年–1997年）
- 延斯·斯托尔滕贝格（2000年–2001年）
- 延斯·斯托尔滕贝格（2005年–2013年）
- 約納斯·加爾·斯特勒（2021年-）

## 历届议会选举结果

2009年议会大选中工党在各县获得的支持率

2009年大选中获得的席位

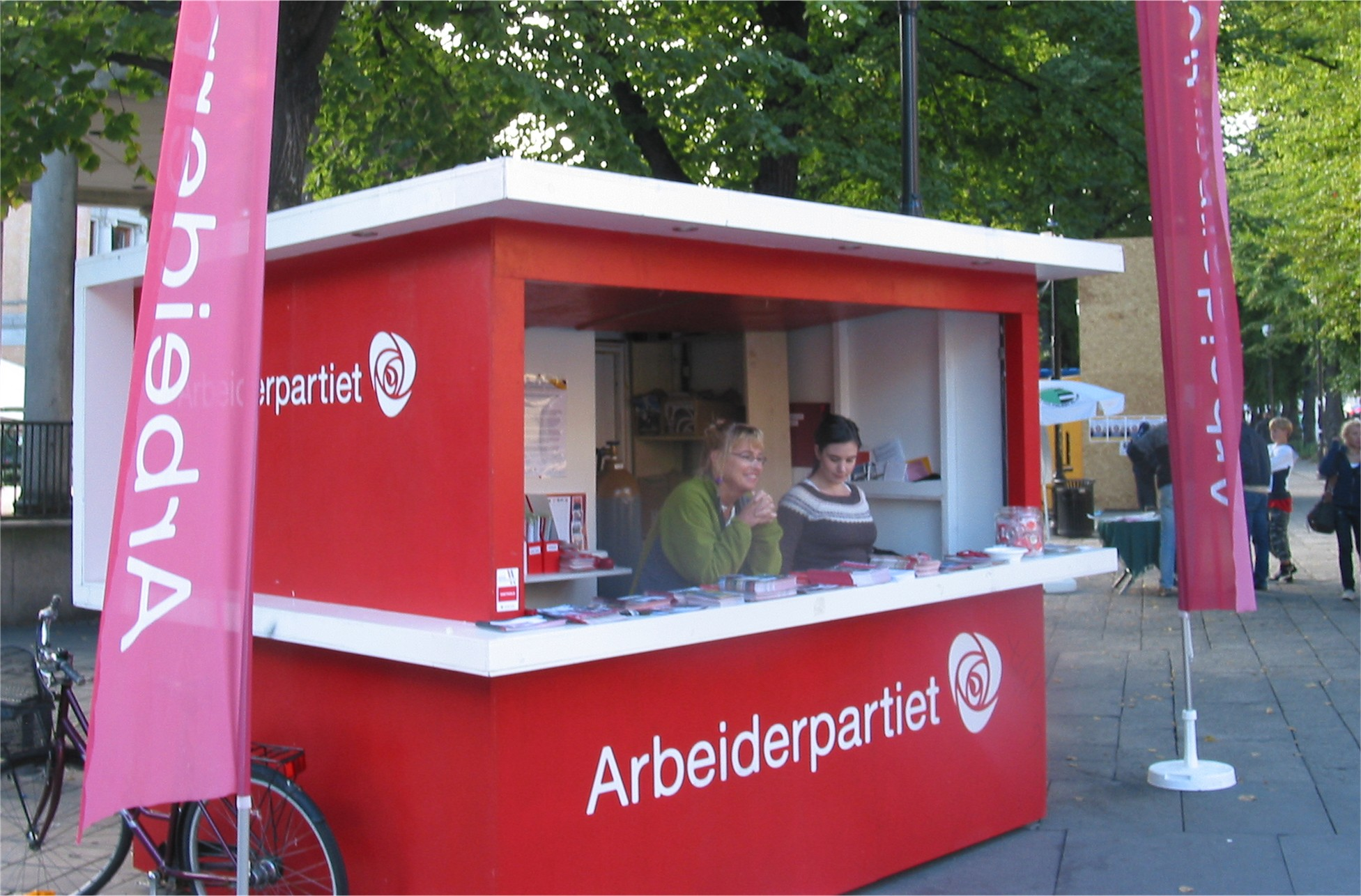
2007年挪威地方选举时在卡尔约翰斯路的宣传台

| 选举年 | 得票率（%） | 席位     | 党首                       |
| ------ | ----------- | -------- | -------------------------- |
| 1894   | 0.3 ▲       | 0 / 114  | 古斯塔夫·奥尔森-伯格       |
| 1897   | 0.6 ▲       | 0 / 114  | 卡尔·杰普森                |
| 1900   | 5.2 ▲       | 0 / 114  | 路德维希·梅耶              |
| 1903   | 12.1 ▲      | 4 / 117  | 克里斯蒂安·霍尔特曼·克努森 |
| 1906   | 15.9 ▲      | 11 / 123 | 克里斯多夫·霍恩斯鲁德      |
| 1909   | 21.5 ▲      | 11 / 123 | 奥斯卡·尼森                |
| 1912   | 26.2 ▲      | 23 / 123 | 克里斯蒂安·霍尔特曼·克努森 |
| 1915   | 32.0 ▲      | 19 / 123 | 克里斯蒂安·霍尔特曼·克努森 |
| 1918   | 31.6 ▼      | 18 / 126 | 克里斯蒂安·霍尔特曼·克努森 |
| 1921   | 21.3 ▼      | 29 / 150 | 基尔·格雷普                |
| 1924   | 18.4 ▼      | 24 / 150 | 奥斯卡尔·托尔普            |
| 1927   | 36.8 ▲      | 59 / 150 | 奥斯卡尔·托尔普            |
| 1930   | 31.4 ▼      | 47 / 150 | 奥斯卡尔·托尔普            |
| 1933   | 40.1 ▲      | 69 / 150 | 奥斯卡尔·托尔普            |
| 1936   | 42.5 ▲      | 70 / 150 | 奥斯卡尔·托尔普            |
| 1945   | 41.0 ▲      | 76 / 150 | 埃纳尔·基哈德森            |
| 1949   | 45.7 ▲      | 85 / 150 | 埃纳尔·基哈德森            |
| 1953   | 46.7 ▲      | 77 / 150 | 埃纳尔·基哈德森            |
| 1957   | 48.3 ▲      | 78 / 150 | 埃纳尔·基哈德森            |
| 1961   | 46.8 ▼      | 74 / 150 | 埃纳尔·基哈德森            |
| 1965   | 43.1 ▼      | 68 / 150 | 埃纳尔·基哈德森            |
| 1969   | 46.5 ▲      | 74 / 150 | 特里格弗·布拉特利          |
| 1973   | 35.3 ▼      | 62 / 155 | 特里格弗·布拉特利          |
| 1977   | 42.3 ▲      | 76 / 155 | 雷乌夫·斯泰恩              |
| 1981   | 37.1 ▼      | 65 / 155 | 雷乌夫·斯泰恩              |
| 1985   | 40.8 ▲      | 71 / 157 | 格罗·哈莱姆·布伦特兰       |
| 1989   | 34.3 ▼      | 63 / 165 | 格罗·哈莱姆·布伦特兰       |
| 1993   | 36.9 ▲      | 67 / 165 | 托尔比约恩·亚格兰          |
| 1997   | 35.0 ▼      | 65 / 165 | 托尔比约恩·亚格兰          |
| 2001   | 24.3 ▼      | 43 / 165 | 托尔比约恩·亚格兰          |
| 2005   | 32.7 ▲      | 61 / 169 | 延斯·斯托尔滕贝格          |
| 2009   | 35.4 ▲      | 64 / 169 | 延斯·斯托尔滕贝格          |
| 2013   | 30.8 ▼      | 55 / 169 | 延斯·斯托尔滕贝格          |
| 2017   | 27.4 ▼      | 49 / 169 | 約納斯·加爾·斯特勒         |
| 2021   | 26.3 ▼      | 48 / 169 | 約納斯·加爾·斯特勒         |